# Гавриленко Максим Сергійович
Максим Сергійович Гавриленко (нар. 18 серпня 1991, Одеса, УРСР) — український футболіст, захисник «Полісся».

## Життєпис
Вихованець СДЮШОР «Чорноморець». Перший тренер — Г. С. Бурсаков. З 2007 року грав за дубль «моряків». Влітку 2010 року провів єдиний матч у складі «Чорноморця» в Кубку України проти «Динамо» (Хмельницький), вийшовши на поле в стартовому складі. Матч завершився перемогою одеситів з рахунком 1:0. З 2012 року грав в українських командах нижчих дивізіонів «Десна», СКА (Одеса), ФК «Одеса» й ФК «Суми».
Восени 2014 роки перебрався у чемпіонат Молдови, підписавши дворічну угоду зі столичною «Дачією». В її складі в сезоні 2014/15 років став володарем срібних медалей чемпіонату та фіналістом Кубка країни.

## Досягнення

### Командні
- Національний дивізіон Молдови
  -  Срібний призер (3): 2014/15, 2015/16, 2016/17

- Кубок Молдови
  -  Фіналіст (1): 2014/15